# NGC 6945
NGC 6945 је елиптична галаксија у сазвежђу Водолија која се налази на NGC листи објеката дубоког неба.
Деклинација објекта је - 4° 58' 20" а ректасцензија 20h 39m 0,5s. Привидна величина (магнитуда) објекта NGC 6945 износи 13,4 а фотографска магнитуда 14,4. NGC 6945 је још познат и под ознакама MCG -1-52-15, , PGC 65132.